# Bäch SZ
| SZ ist das Kürzel für den Kanton Schwyz in der Schweiz. Es wird verwendet, um Verwechslungen mit anderen Einträgen des Namens Bäch zu vermeiden. |

Bäch SZ ist eine Ortschaft in den Gemeinden Freienbach und Wollerau im schweizerischen Kanton Schwyz. Das Dorf liegt am Zürichsee und stösst im Norden direkt an die Zürcher Kantonsgrenze. Bäch ist ein Strassendorf, d. h. die Mehrzahl der Gebäude liegt an der Hauptstrasse. Die Bächau ist eine kleine Halbinsel. Bäch SZ wird am Krebsbach auf die Gemeinden Freienbach und Wollerau aufgeteilt.
Bäch wird im Jahr 972 als Bachiu erstmals erwähnt. Die Faktorei war der Knotenpunkt für die Salzauslieferung rund um den Zürichsee. Im Laufe der Zeit verlor es an Bedeutung.
Ehemals war der Ort eine Fasnachtshochburg. Heute ist noch der Bächer Maskenball in den umliegenden Gemeinden bekannt.
Bäch ist leicht erreichbar (S-Bahn Zürich S 8 Winterthur – Wallisellen – Zürich HB – Thalwil – Pfäffikon SZ direkt ins Zentrum von Zürich, im ZVV-Nachtnetz SN8 Pfäffikon ZH – Wallisellen – Zürich HB – Thalwil – Lachen  und Autobahn A3 über Wollerau).

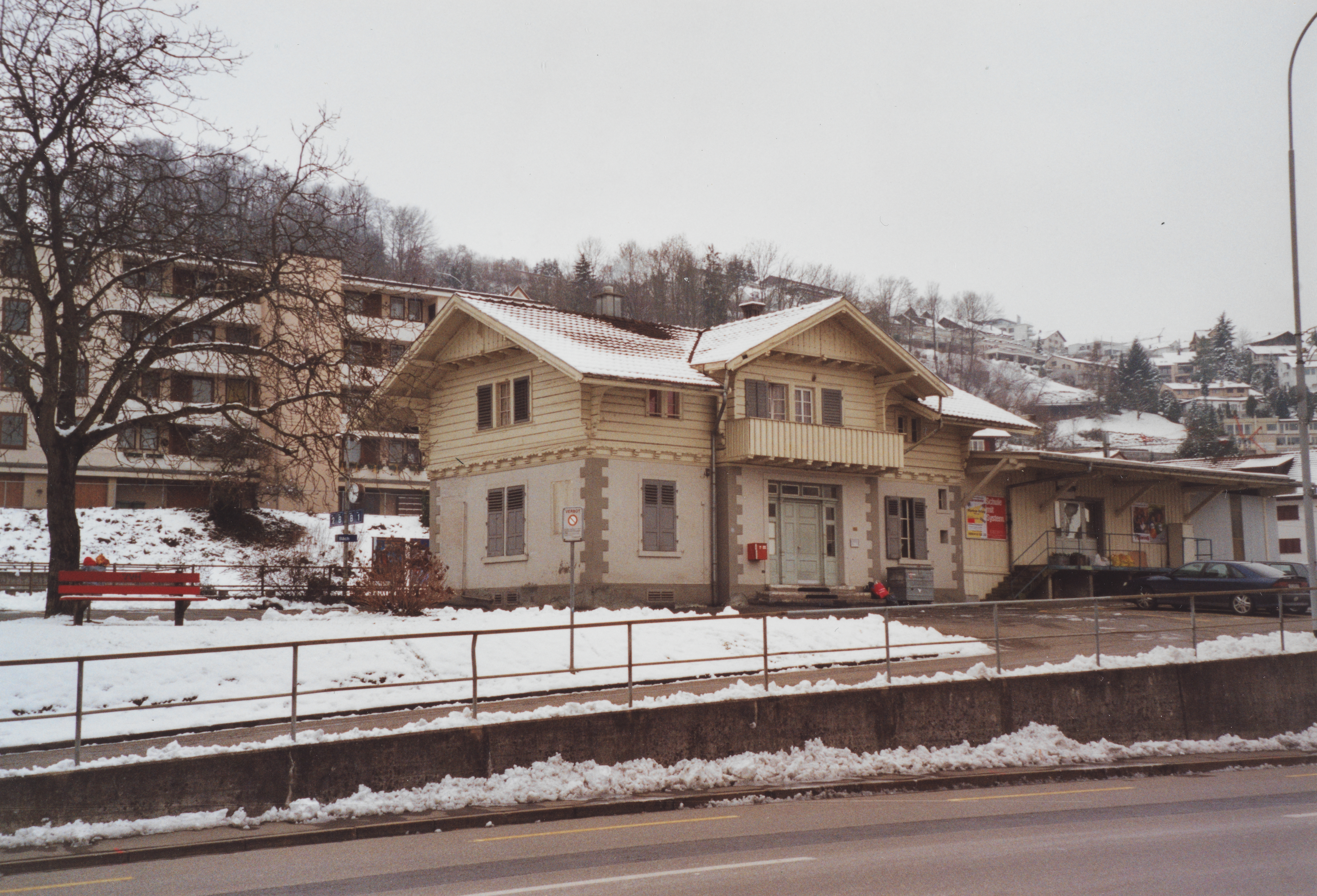
Bäch, Stationsgebäude, Winterbild, 2004

Historisches Luftbild aus 300 m von Walter Mittelholzer von 1919

## Persönlichkeiten
- Kaspar Blättler (1791–1872), Politiker
- Roger Federer (* 1981), Tennis-Spieler[1]
- Josip Drmić (* 1992), Fussballspieler